# Campionati canadesi di sci alpino 2007
I Campionati canadesi di sci alpino 2007 si sono svolti a Whistler dal 20 al 28 marzo. Il programma includeva gare di discesa libera, supergigante, slalom gigante, slalom speciale e supercombinata, tutte sia maschili sia femminili, ma le due supercombinate sono state annullate.
Trattandosi di competizioni valide anche ai fini del punteggio FIS, vi hanno partecipato anche sciatori di altre federazioni, senza che questo consentisse loro di concorrere al titolo nazionale canadese. 

## Risultati

### Uomini

#### Discesa libera
| Pos. | Atleta           | Nazione | Tempo   |
| ---- | ---------------- | ------- | ------- |
| 1    | Erik Guay        | Canada  | 1:54,52 |
| 2    | John Kucera      | Canada  | 1:54,89 |
| 3    | François Bourque | Canada  | 1:55,29 |
| 4    | Jan Hudec        | Canada  | 1:56,42 |
| 5    | Travis Dawson    | Canada  | 1:56,63 |
| 6    | Jeffrey Frisch   | Canada  | 1:56,69 |
| 7    | Paul Stutz       | Canada  | 1:56,71 |
| 8    | Jonathan Robert  | Canada  | 1:56,87 |
| 9    | Ryan Semple      | Canada  | 1:57,49 |
| 10   | Brady Leman      | Canada  | 1:57,53 |

Data: 22 marzo

#### Supergigante
| Pos. | Atleta           | Nazione     | Tempo   |
| ---- | ---------------- | ----------- | ------- |
| 1    | Jeffrey Frisch   | Canada      | 1:13,56 |
| 2    | John Kucera      | Canada      | 1:13,58 |
| 3    | Erik Fisher      | Stati Uniti | 1:13,59 |
| 4    | François Bourque | Canada      | 1:13,74 |
| 5    | Robbie Dixon     | Canada      | 1:13,80 |
| 6    | Jonathan Robert  | Canada      | 1:13,93 |
| 7    | TJ Lanning       | Stati Uniti | 1:14,05 |
| 8    | Erik Guay        | Canada      | 1:14,17 |
| 8    | Jan Hudec        | Canada      | 1:14,17 |
| 10   | Marco Sullivan   | Stati Uniti | 1:14,28 |

Data: 24 marzo

#### Slalom gigante
| Pos. | Atleta        | Nazione     | Tempo   |
| ---- | ------------- | ----------- | ------- |
| 1    | Erik Guay     | Canada      | 2:12,64 |
| 2    | Scott Barrett | Canada      | 2:13,11 |
| 3    | Tim Jitloff   | Stati Uniti | 2:13,41 |
| 4    | Erik Fisher   | Stati Uniti | 2:13,82 |
| 5    | Patrick Biggs | Canada      | 2:13,89 |
| 6    | Tim Kelley    | Stati Uniti | 2:14,43 |
| 7    | Thomas Grandi | Canada      | 2:14,53 |
| 8    | Bryce Stevens | Australia   | 2:14,70 |
| 9    | Ryan Semple   | Canada      | 2:14,85 |
| 10   | Michael Janyk | Canada      | 2:15,05 |

Data: 26 marzo

#### Slalom speciale
| Pos. | Atleta             | Nazione     | Tempo   |
| ---- | ------------------ | ----------- | ------- |
| 1    | Paul Stutz         | Canada      | 1:25,23 |
| 2    | Thomas Grandi      | Canada      | 1:25,65 |
| 3    | Warner Nickerson   | Stati Uniti | 1:25,68 |
| 4    | Paul McDonald      | Stati Uniti | 1:25,86 |
| 5    | John Kucera        | Canada      | 1:26,24 |
| 6    | Scott Barrett      | Canada      | 1:26,54 |
| 6    | Tim Jitloff        | Stati Uniti | 1:26,54 |
| 8    | Louis-Pierre Hélie | Canada      | 1:27,13 |
| 9    | Bryce Stevens      | Australia   | 1:27,51 |
| 10   | Robbie Dixon       | Canada      | 1:27,62 |

Data: 20 marzo

#### Supercombinata
La gara, originariamente in programma il 24 marzo, è stata annullata.

### Donne

#### Discesa libera
| Pos. | Atleta                         | Nazione | Tempo   |
| ---- | ------------------------------ | ------- | ------- |
| 1    | Shona Rubens                   | Canada  | 1:23,29 |
| 2    | Britt Janyk                    | Canada  | 1:23,86 |
| 3    | Émilie Desforges               | Canada  | 1:24,09 |
| 4    | Emily Brydon                   | Canada  | 1:24,36 |
| 5    | Sherry Lawrence                | Canada  | 1:24,72 |
| 5    | Larisa Yurkiw                  | Canada  | 1:24,72 |
| 7    | Victoria Whitney               | Canada  | 1:24,86 |
| 8    | Marie-Michèle Gagnon           | Canada  | 1:24,91 |
| 9    | Marie-Michèle Bélanger-Timothy | Canada  | 1:26,05 |
| 10   | Megan Ryley                    | Canada  | 1:26,57 |

Data: 22 marzo

#### Supergigante
| Pos. | Atleta                         | Nazione     | Tempo   |
| ---- | ------------------------------ | ----------- | ------- |
| 1    | Shona Rubens                   | Canada      | 1:16,12 |
| 2    | Émilie Desforges               | Canada      | 1:16,85 |
| 3    | Marie-Michèle Gagnon           | Canada      | 1:17,41 |
| 4    | Emily Brydon                   | Canada      | 1:17,49 |
| 5    | Keely Kelleher                 | Stati Uniti | 1:18,15 |
| 6    | Jana Gantnerová                | Slovacchia  | 1:18,18 |
| 7    | Britt Janyk                    | Canada      | 1:18,45 |
| 8    | Jennifer Welton                | Canada      | 1:18,65 |
| 9    | Marie-Michèle Bélanger-Timothy | Canada      | 1:18,72 |
| 10   | Megan Ryley                    | Canada      | 1:18,88 |

Data: 25 marzo

#### Slalom gigante
| Pos. | Atleta               | Nazione     | Tempo   |
| ---- | -------------------- | ----------- | ------- |
| 1    | Britt Janyk          | Canada      | 2:27,05 |
| 2    | Shona Rubens         | Canada      | 2:29,23 |
| 3    | Marie-Michèle Gagnon | Canada      | 2:30,39 |
| 4    | Jana Gantnerová      | Slovacchia  | 2:31,20 |
| 5    | Megan Ryley          | Canada      | 2:31,56 |
| 6    | Émilie Desforges     | Canada      | 2:32,28 |
| 7    | Kelsey Serwa         | Canada      | 2:32,51 |
| 8    | Erika Ghent          | Stati Uniti | 2:32,62 |
| 9    | Emily Brydon         | Canada      | 2:32,88 |
| 10   | Andrea Bliss         | Canada      | 2:33,13 |

Data: 27 marzo

#### Slalom speciale
| Pos. | Atleta               | Nazione     | Tempo   |
| ---- | -------------------- | ----------- | ------- |
| 1    | Shona Rubens         | Canada      | 1:36,61 |
| 2    | Jana Gantnerová      | Slovacchia  | 1:37,13 |
| 3    | Emily Brydon         | Canada      | 1:37,49 |
| 4    | Émilie Desforges     | Canada      | 1:37,59 |
| 5    | Marie-Michèle Gagnon | Canada      | 1:38,71 |
| 6    | Keely Kelleher       | Stati Uniti | 1:39,68 |
| 7    | Petra Gantnerová     | Slovacchia  | 1:40,02 |
| 8    | Eliane Duquet        | Canada      | 1:40,31 |
| 9    | Ève Routhier         | Canada      | 1:40,42 |
| 10   | Erin Mielzynski      | Canada      | 1:41,40 |

Data: 20 marzo

#### Supercombinata
La gara, originariamente in programma il 25 marzo, è stata annullata.